# Euclid
Euclid è una città degli Stati Uniti d'America, nella Contea di Cuyahoga, nello Stato dell'Ohio.